# Freddy Milton
Freddy Milton (ur. 18 kwietnia 1948 w Viborgu) – duński autor (scenarzysta i rysownik) komiksów.
W 1974 rozpoczął współpracę ze szwedzkim wydawnictwem Semic Press, rysował m.in. komiksy z serii Sheerluck Homes, będące parodią opowiadań o Sherlocku Holmesie. W 1975 roku, wspólnie z Daanem Jippesem zaczął tworzyć historyjki o Kaczorze Donaldzie.
Do 2011 był autorem lub współautorem 292 Disneyowskich prac.

## Wybrane komiksy
| Rok  | Tytuł oryginalny                | Tytuł polski                            | Scenariusz                     | Rysunki                         | Sygnatura | Link   | Uwagi |
| ---- | ------------------------------- | --------------------------------------- | ------------------------------ | ------------------------------- | --------- | ------ | --- |
| 1978 | Train oil company               | Kup pan tran                            | Daan Jippes, Freddy Milton     | Daan Jippes, Freddy Milton      | H 78dd01a | [ 3 ]  | |
| 1981 | The right man on the wrong spot | Właściwy gąsior na niewłaściwym miejscu | Daan Jippes, Freddy Milton     | Daan Jippes, Freddy Milton      | H 81066   | [ 4 ]  | |
| 1983 | Kid Steiger                     | Miłośnik sztuki                         | Jan Kruse                      | Freddy Milton                   | H 83135   | [ 5 ]  | |
| 1992 | Dagobert verliefd               | Miłość nie ma ceny                      | Evert Geradts                  | Freddy Milton                   | H 92079   | [ 6 ]  | |
| 1992 | Als wielrenner                  | Mistrz kierownicy rowerowej             | Frank Jonker                   | Freddy Milton                   | H 92167   | [ 7 ]  | |
| 1995 | Brotherhood of misfortune       | Szczęście sprzyja kaczkom               | Gorm Transgaard, Freddy Milton | Freddy Milton                   | H 95142   | [ 8 ]  | |
| 1997 | Zeeleeuwen                      | Rekin trojański                         | Peter Weijenberg               | Freddy Milton                   | H 97278   | [ 9 ]  | Polski tytuł komiksu, jak również fabuła, nawiązują do historii o koniu trojańskim.                            |
| 1999 | Milieu                          | Walczący z chwastami                    | Freddy Milton                  | Freddy Milton, Jaap Stavenuiter | H 99097   | [ 10 ] | |
| 2002 | Perfect morning                 | Ciężko zarobiony pieniądz               | Pete Madison                   | Freddy Milton                   | H 22195   | [ 11 ] | |
| 2002 | Shopdetective                   | Łapać złodziei                          | Gorm Transgaard                | Freddy Milton                   | H 22194   | [ 12 ] | |
| 2003 | Driving Miss Daisy              | Szybcy i zaciekli                       | Gorm Transgaard                | Freddy Milton                   | H 23048   | [ 13 ] | Oryginalny tytuł to również tytuł filmu z 1989 w reżyserii Bruce Beresforda (polski tytuł: Wożąc panią Daisy). |
| 2003 | Pasen                           | Jak zwał, tak zwał                      | Jan Kruse                      | Freddy Milton                   | H 23134   | [ 14 ] | |
| 2003 | IJskoning                       | Zawody na lody                          | Jan Kruse                      | Freddy Milton                   | H 23116   | [ 15 ] | |
| 2003 | Duivenleed                      | Jastrzębie kontra gołębie               | Jan Kruse                      | Freddy Milton                   | H 23159   | [ 16 ] | |
| 2004 | Papieren vliegtuig              | Najdłuższy lot                          | Herman Roozen                  | Freddy Milton                   | H 24045   | [ 17 ] | |
| 2004 | Luciferdoosjes                  | Kaczorki z zapałkami                    | Evert Geradts                  | Freddy Milton                   | H 24146   | [ 18 ] | |
| 2004 | Robot racer                     | Dzień Sportu                            | Gorm Transgaard                | Freddy Milton                   | H 24188   | [ 19 ] | |
| 2005 | Vroeg op reis                   | Jak się kaczor śpieszy...               | Ruud Straatman                 | Freddy Milton                   | H 25096   | [ 20 ] | |